# Palazzo Pisani Moretta
Palazzo Pisani Moretta è un palazzo di Venezia, ubicato nel sestiere di San Polo e affacciato sul Canal Grande, tra Palazzo Barbarigo della Terrazza e Palazzo Tiepolo.

## Storia
Costruito nella seconda metà del XV secolo dai Bembo e poco dopo ristrutturato, il palazzo divenne nel 1629 dimora di un ramo della nobile famiglia Pisani, appunto i Pisani Moretta, il cui nome deriva dalla storpiatura di Almorò Pisani, fondatore della famiglia. Giunto nelle mani di Francesco Pisani Moretta, ultimo discendente maschio della famiglia, passò nel 1737 alla figlia Chiara, andata in sposa a un membro della famiglia Pisani dal Banco. Ella provvide alla profonda ristrutturazione del palazzo: fece abbattere la scala esterna, sostituita dallo scalone del Tirali, e fece affrescare le sale interne dai pittori più in voga della sua epoca.
Il figlio di Chiara, Vettor, si sposò segretamente con la borghese Teresa Dalla Vedova (poi costretta a rinchiudersi in un istituito femminile) ed ebbe da lei un figlio, di nome Pietro, non riconosciuto dal padre. Vettor ebbe anche una seconda moglie e una seconda figlia, Chiara, sposatasi con Filippo Barbarigo: abitando i due in residenze attigue, i palazzi vennero unificati. Alla morte del padre, Pietro intentò una causa con la quale riuscì a ricevere la parte spettante di eredità e il titolo comitale. Morto Pietro nel 1847, il palazzo passò ad una delle sue figlie, maritata con un Giusti del Giardino. Il palazzo, passato ai suoi eredi e attualmente ancora privato, è anche ricordato per aver ospitato importanti personalità storiche del panorama europeo, come Giuseppina di Beauharnais e Giuseppe II d'Asburgo-Lorena. Recentemente ristrutturato, in occasione del Carnevale ospita ancora oggi sontuosi balli in maschera.
Nel 2025, il designer Dries Van Noten acquista il palazzo dalla famiglia Sammartini proprietaria del palazzo dal 1968

## Descrizione
La facciata del palazzo è un esempio di gotico veneziano fiorito: divisa in tre sezioni da imponenti cornici marcapiano di fattura rinascimentale, presenta due ordini di esafore. Entrambe disegnate sul modello delle aperture della loggia di Palazzo Ducale, appaiono però profondamente differenti: i quadrilobi del primo piano evidenziano infatti la curva ogivale dell'arco, mentre quelli del secondo sono posti sulla cuspide, contrariamente all'uso del tempo. 
Ai lati troviamo due coppie di monofore ogivali per piano nobile, circondate da cornici dentellate e perfettamente in linea con la tradizionale tripartizione.
Il piano terra ha centralmente due portali a sesto acuto sul canale ed è sovrastato da mezzanino. Un tempo erano presenti altre due porte secondarie, alle estremità della facciata. L'ultimo piano venne terrazzato nel corso del XIX secolo, andando ad appesantire la struttura.
L'interno è in stile barocco e neoclassico e risale al XVIII secolo: il primo piano nobile, organizzato attorno a un portego lungo circa 24 metri e affrescato da opere di Jacopo Guarana (Luce che sconfigge le tenebre e Apollo con le ore del mattino), è composto da sale laterali due delle quali ospitanti opere di Giambattista Tiepolo (L'incontro tra Venere e Marte, 1743) e di Pietro Longhi. Altre opere un tempo ospitate nel palazzo ma oggi trasferite altrove sono La famiglia di Dario ai piedi di Alessandro di Paolo Veronese, e La morte di Dario di Giovanni Battista Piazzetta, oggi trasferite rispettivamente alla National Gallery di Londra e al Museo di Ca' Rezzonico, a Venezia. Il secondo piano nobile, recante pure una chiesetta affacciata sul giardinetto posteriore, replica il medesimo schema, pur presentando un portego spezzato in biblioteca a sala da ballo.
La porta di terra del palazzo si trova in Ramo Pisani e Barbarigo, stretta calle coperta dai passatici che congiungevano gli omonimi palazzi, che furono per lungo tempo unificati in quanto le due famiglie erano state legate da vincoli matrimoniali.